# 趙繼孟
趙繼孟（1515年—？），字宗之，山西澤州（今大陽鎮東街村）人，民籍，明朝政治人物。

## 生平
嘉靖十年（1531年）辛卯科山西鄉試第五十七名舉人。嘉靖十四年（1535年）中式乙未科會試第二百四名，登第三甲第六十九名進士。歷官山東濟南府同知、四川夔州府知府。

## 家族
曾祖趙貴；祖父趙厚；父趙寵，母孟氏。永感下。